# Francisco Álvarez (político peruano)
Francisco Álvarez fue un político peruano. 
Casado con Emilia Sahuaraura Inca, hermana del prócer Justo Sahuaraura Inca, fue cacique del ayllu Cachona y recaudador de tributo indígena, se conjeturó cierta participación en la revuelta de Gabriel Aguilar y Manuel Ubalde en 1805 aunque ello no afectó los derechos de su esposa. y sobre él se realizaron en 1832 acusaciones de apropiación de terrenos de comunidades indígenas en el pueblo de Oropesa.
Fue diputado de la República del Perú por la provincia de Tinta en 1829, 1831 y 1832 durante el primer gobierno del Mariscal Agustín Gamarra.  